# Petra Morawe

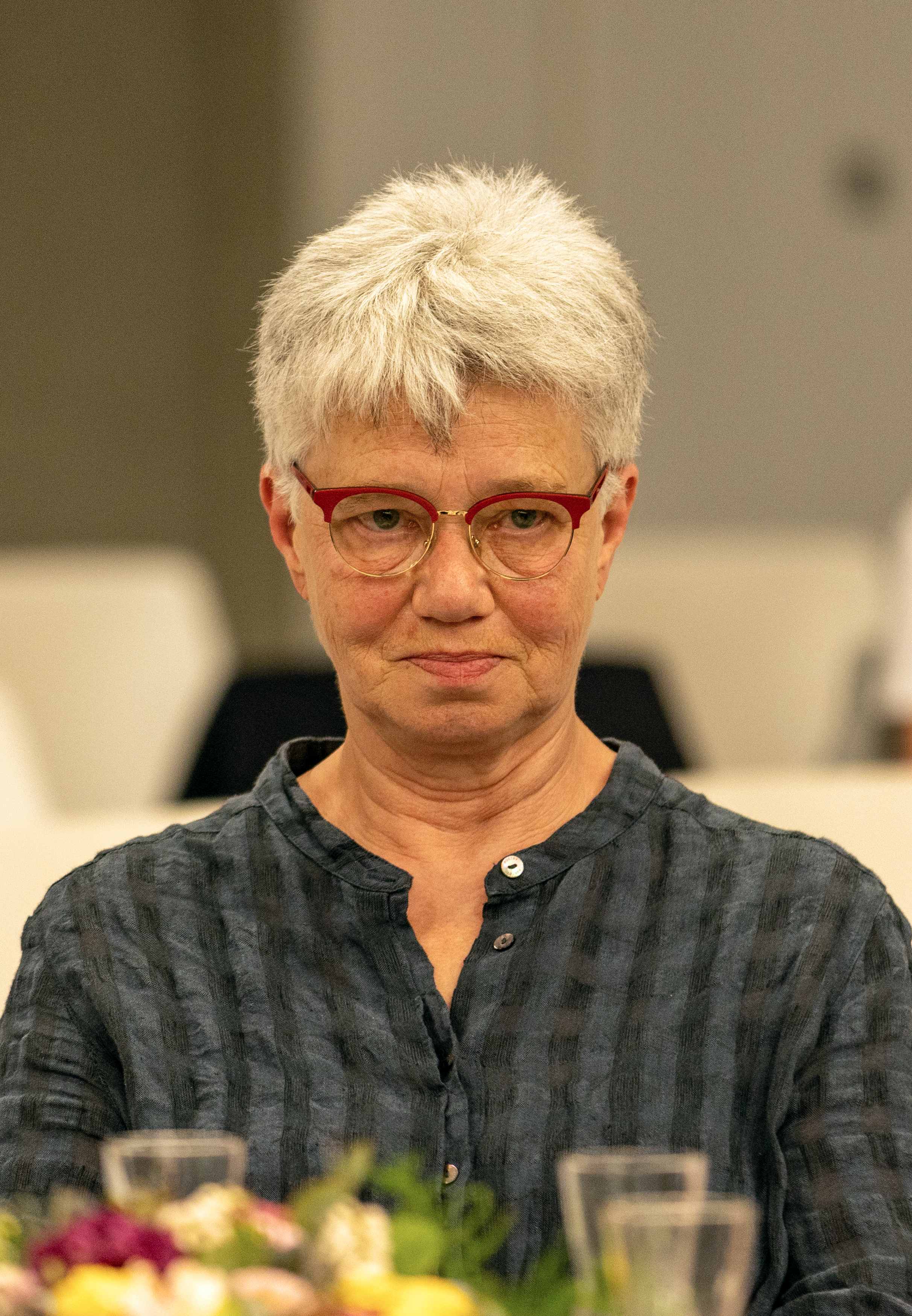
Petra Morawe, Juni 2023

Petra Eleonore Morawe (* 11. Januar 1953 in Ost-Berlin) ist eine ehemalige Bürgerrechtlerin in der DDR, Mitglied im Pankower Friedenskreis und Mitgründerin des Neuen Forums. Sie war Sprecherin von Bündnis 90 und ist aktiv in der Aufarbeitung der SED-Diktatur.

## Leben
Petra Morawe arbeitete nach dem Abitur von 1971 bis 1974 als Praktikantin am Deutschen Theater Berlin. Anschließend studierte sie bis 1979 an der Humboldt-Universität zu Berlin Theaterwissenschaften. Daran schloss sich bis 1981 ein Studium am Institut für Schauspielregie in Ost-Berlin (seit 1981 Fachbereich der Hochschule für Schauspielkunst Ernst Busch) an. Sie wurde aus politischen Gründen exmatrikuliert und erhielt ein Berufs- und Arbeitsverbot. Bis zum Ende der DDR wurde sie politisch verfolgt. Sie arbeitete in Gelegenheitsjobs, um so ihre Existenz und die ihrer drei Kinder materiell abzusichern und war in Oppositionsgruppen gegen die SED-Diktatur aktiv. 1985 kam sie zum Pankower Friedenskreis der Evangelischen Kirchgemeinde Alt-Pankow, einer der führenden Ost-Berliner Oppositionsgruppen, zu deren Gründungsmitgliedern Werner Schulz, Vera Lengsfeld (Wollenberger), Freya Klier und Hans-Jürgen und Ruth Misselwitz gehörten. Im Herbst 1989 begründete sie in Berlin-Pankow die Bürgerbewegung Neues Forum mit.
Am Zentralen Runden Tisch arbeitete sie von Dezember 1989 bis Anfang März 1990 in der Arbeitsgruppe „Gleichstellung und Sozialcharta“ mit. Nach den Volkskammerwahlen vom 18. März 1990 wurde sie wissenschaftliche Mitarbeiterin des Abgeordneten Gerd Poppe (Bündnis 90). Nach der Wiedervereinigung war sie bis 1994 wissenschaftliche Mitarbeiterin der Gruppe Bündnis 90/Die Grünen im Deutschen Bundestag. Bei der Bildung von Bündnis 90 im September 1991 wurde sie mit den meisten Stimmen in den geschäftsführenden Ausschuss, dem u. a. auch Wolfgang Ullmann, Werner Schulz und Matthias Platzeck angehörten, und zu dessen Sprecherin gewählt.
Von 1994 bis 1998 arbeitete sie als Mitarbeiterin des Bundestagsabgeordneten Gerd Poppe in dessen Wahlkreisbüro in Berlin-Pankow. Zu den Schwerpunkten der Arbeiten gehörten Menschenrechtspolitik, Aufarbeitung der SED-Diktatur und Ost- und Südosteuropapolitik mit einem Schwerpunkt Balkanpolitik.
In dieser Zeit war sie aktiv in der vom Berliner Senat berufenen Arbeitsgruppe zur Erarbeitung einer Konzeption für die einzurichtende Gedenkstätte in der ehemaligen zentralen Untersuchungshaftanstalt des MfS in Berlin-Hohenschönhausen. Von 1998 bis 2000 arbeitete sie in dieser zentralen Gedenkstätte und baute das Zeitzeugenarchiv auf. Von 1998 bis 2008 war sie außerdem stellvertretende Vorsitzende des Fachbeirats der Gedenkstätte und des Dokumentationszentrums Bernauer Straße (Gedenkstätte Berliner Mauer).
Im Jahr 2000 wurde Petra Morawe gemäß der bundesgesetzlichen Regelungen (BerRehaG, VwRehaG) wegen der erlittenen Verfolgung in der DDR rehabilitiert. Seit 2000 forschte sie zu den Methoden psychischer Folter in der Stasi-Untersuchungshaft und zu deren Folgen. Diese Forschungstätigkeit wurde  vom Behandlungszentrum für Folteropfer in Berlin, von der Bundesstiftung zur Aufarbeitung der SED-Diktatur und vom Hamburger Institut für Sozialforschung gefördert und unterstützt. An der Universität Kassel belegte sie ein zweisemestriges Ergänzungsstudium im Fachbereich Gesellschaftswissenschaften.
Morawe setzte sich 2005 für den Erhalt der Mauerreste in der Bernauer Straße in Berlin und für die Errichtung einer Gedenkstätte ein. Von 2008 bis 2016 war sie berufenes Mitglied des Beirats Stiftung Berliner Mauer. Im Bürgerbüro Berlin e. V. beriet sie von 2008 bis 2010 Opfer der SED-Diktatur. In derselben Zeit arbeitete sie in der UOKG für die Errichtung eines Denkmals für die Opfer des Kommunismus mit.
2010 wurde sie wissenschaftliche Mitarbeiterin der Landesbeauftragten zur Aufarbeitung der Folgen der kommunistischen Diktatur des Landes Brandenburg. Sie war als Referentin für Rehabilitierungs-, Entschädigungs- und Grundsatzfragen zuständig. Die Tätigkeit übte sie bis 2019 aus. Schwerpunkte ihrer Arbeit waren die Beratung der ehemals von politischem Unrecht Betroffenen, die Entwicklung von Initiativen zur öffentlichen Wahrnehmung der verschiedenen Opfergruppen und ihrer Verfolgungsgeschichte sowie zur Verbesserung der sozialen Lage ehemals politisch Verfolgter.
Von 2014 bis Januar 2020 war sie vom Deutschen Bundestag gewähltes Mitglied im Beirat beim Bundesbeauftragten für die Unterlagen des Staatssicherheitsdienstes der ehemaligen DDR (BStU). Seit 2017 ist sie im Rat der Stiftung für ehemalige politische Häftlinge.
2021 wurde sie mit dem Verdienstkreuz am Bande des Verdienstordens der Bundesrepublik Deutschland ausgezeichnet.

## Veröffentlichungen
Artikel
- Untersuchungshaft bei der Staatssicherheit der DDR. In: Zeitschrift für Politische Psychologie, 1+2/99.
- Realitätsdifffusion infolge psychischer Folter. In: BIOS – Zeitschrift für Biographieforschung und Oral History 2/1999.
- Wer will schon Elite sein, in: Die Zeit 25/2020, online
- Notwendige Ent-Täuschung. In: Heinrich-Böll-Stiftung, Werner Schulz (Hrsg.): Der Bündnis-Fall. Politische Perspektiven 10 Jahre nach Gründung des Bündnis 90. Edition Temmen, Bremen 2001, ISBN 3-86108-796-0, S. 65–70.
- Die Oberlausitz – eine abgehängte Region? Einblicke und Ausblicke aus der vermeintlichen Provinz. In: Ilko-Sascha Kowalczuk, Frank Ebert, Holger Kulick (Hrsg.): (Ost)Deutschlands Weg. 35 weitere Studien, Prognosen & Interviews, Teil II – Gegenwart und Zukunft. Bundeszentrale für politische Bildung, Berlin, Bonn 2021, ISBN 978-3-7425-0676-4.

als Herausgeberin
- Zwischen den Welten. Psychosoziale Folgen kommunistischer Herrschaft in Ostmitteleuropa. Konferenzschrift hrsg. vom Weißen Ring, Nomos, Baden-Baden 2004, ISBN 3-8329-0492-1.